# Fortunato Seminara
Fortunato Seminara (Maropati, 1903 – Grosseto, 1984) è stato uno scrittore e giornalista italiano.

## Biografia

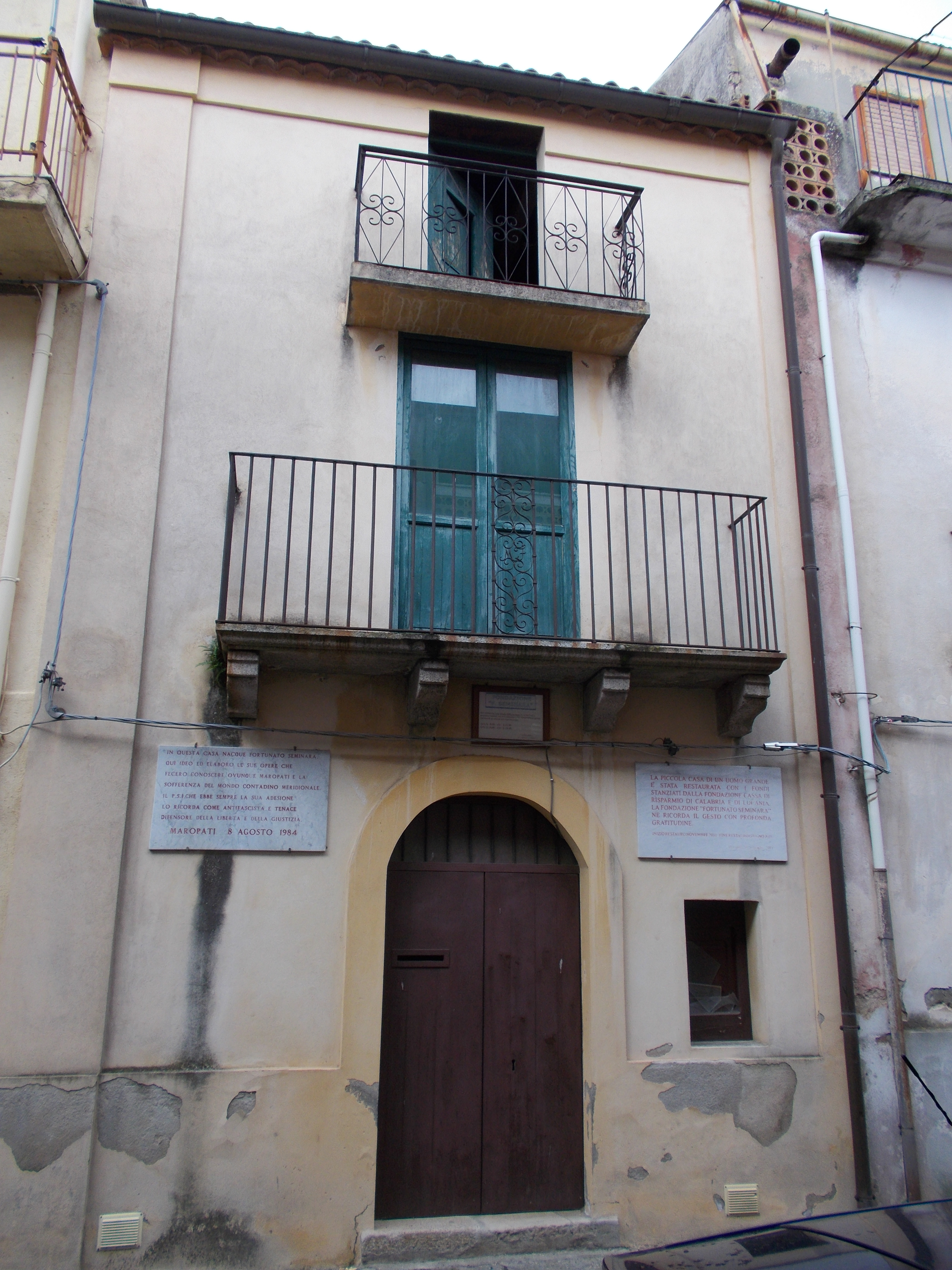
La casa natale dello scrittore a Maropati.

Fortunato Seminara nacque a Maropati, provincia di Reggio Calabria, nel 1903 da una famiglia di contadini. Essendo figlio unico fu mantenuto agli studi fin dalla primissima infanzia, la sua curiosità d'apprendimento e il buon profitto fece prendere la decisione ai suoi genitori di farlo continuare. Il proseguimento negli studi gli mostrerà la tradizione del suo paese, che voleva solo figli di signori avviati nello studio, ma la sua formazione continuerà dimostrando la validità, le competenze, le doti anche dei figli dei contadini. Dal 1915 al 1918 studierà nel Seminario di Mileto, poi a Reggio Calabria e a Napoli. Chiamato al servizio militare presterà servizio per diciotto mesi, durante i quali si iscriverà all'università nella facoltà di Giurisprudenza (un anno a Roma, poi a Napoli dove si laureò nel 1927). Ancora studente conobbe la moglie, dalla quale ebbe due figli e dalla quale si separò dopo pochi anni. Nel 1930 emigrò in Svizzera, dove eserciterà diversi lavori tra cui quello di orologiaio. A Ginevra scopre la letteratura europea, in particolare i romanzieri russi e francesi. Dopo aver tentato di emigrare in America, torna a Maropati nel 1932. Tornato in paese, incomincia a scrivere romanzi, racconti, e poi, dopo la guerra, collabora a vari quotidiani, fra cui Il Messaggero di Roma e  La Gazzetta del Mezzogiorno. Dopo la guerra cerca invano di sistemarsi a Roma tentando di esercitare la professione di giornalista. Seminara conobbe e frequentò la maggior parte dei grandi scrittori del suo tempo (Alvaro, Silone, Moravia, La Cava, Vittorini, Calvino, Sciascia, ecc.). Muore nel 1984 a Grosseto, nella casa del figlio. Le sue spoglie riposano nel cimitero dell'amato paese della Calabria.

## Opere

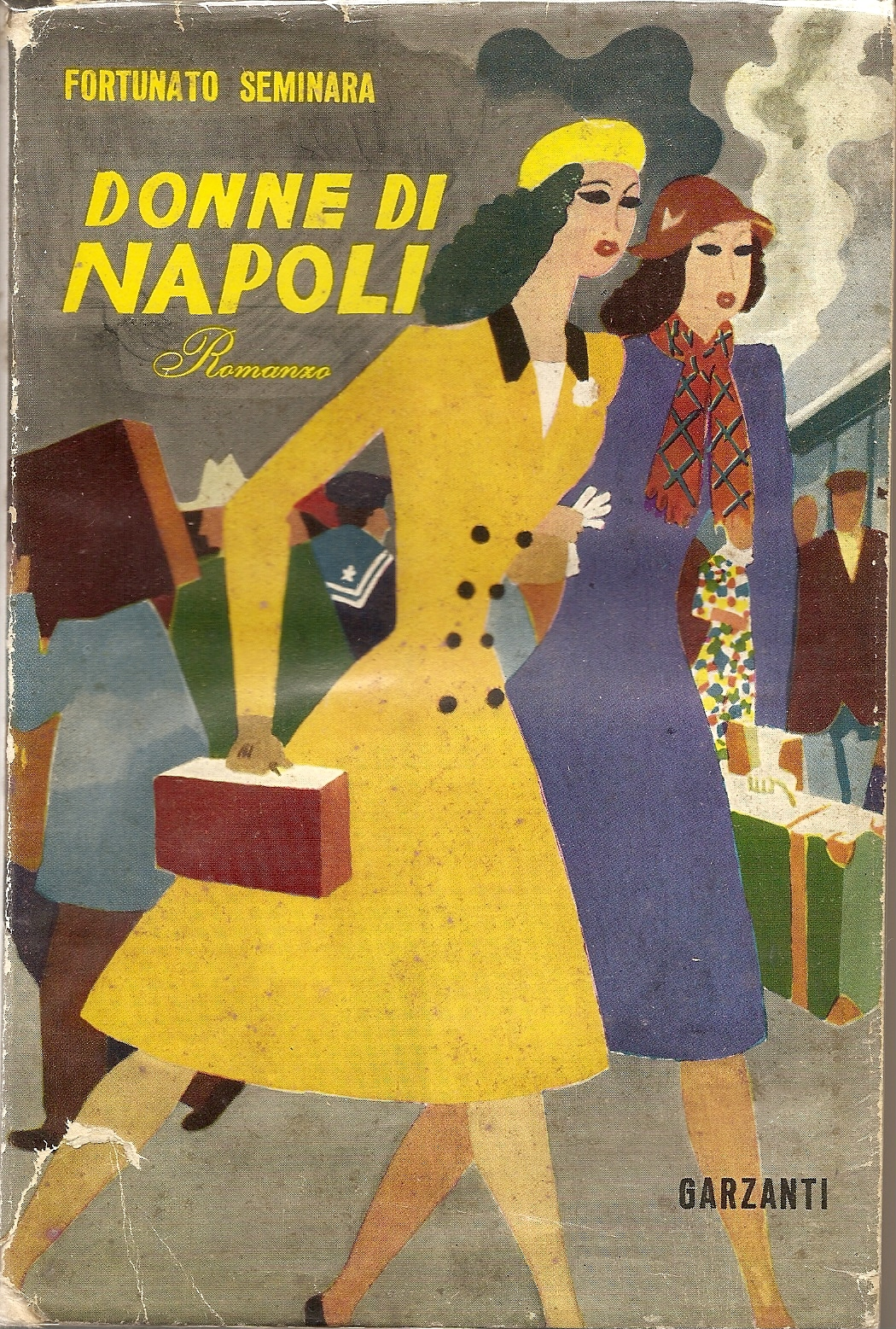
Donne di Napoli, Milano Garzanti 1953 ---- (Coll. Angelo Bastone)

Il suo primo romanzo Le Baracche, scritto nel 1934, verrà pubblicato solo nel 1942. Rappresenta l'amara realtà del Sud attraverso una storia di umili, poveri che vivono in alcune baracche nel Sud Italia. I protagonisti sono un giovane figlio di un proprietario terriero, Micuccio, invaghitosi di una giovane ragazza delle baracche, Cata. La giovane finirà per sposare un cinquantenne, ma nel giorno del matrimonio verrà ucciso da un giovane pretendente. Cata finirà nelle mani di Micuccio. Le baracche verranno distrutte da un incendio... "Miseria, ignoranza, invidia, arretratezza spirituale e materiale, istintualità irrazionale..." questi gli elementi che secondo Antonio Piromalli caratterizzano l'opera.
Nel 1951 scrive Il Vento nell'oliveto in cui mostra le condizioni umane e sociali del Sud. Nel 1952 La masseria in cui si assiste ad una lotta dei contadini contro le ingiustizie. Quest'ultimo romanzo sembra porsi come una continuazione della vicenda narrata nell'opera Le Baracche: continua infatti  la vicenda tra Cata e Micuccio, e dove questi ultimi vengono affiancati da nuovi personaggi per rappresentare le condizioni oppresse del popolo calabrese.
Nel 1953 Donne di Napoli, nel 1954 Disgrazia in casa Amato, nel 1956 La fidanzata impiccata, nel 1957 Il mio paese del Sud, nel 1967 L'altro pianeta. Molte delle sue opere non verranno mai pubblicate (lascia un'importante opera teatrale ancora inedita, tranne L'eredità dello zio) poiché le sue opere d'impegno sociale erano ritenute per l'epoca poco commerciali. L'autore si vedrà premiare per la sua attività giornalistica per un servizio sull'Ente Sila. Riceve inoltre il "Bergamotto d'oro" al merito letterario nel 1970. La sua tendenza letteraria è "realistica", ha l'aspirazione di allontanarsi dal clima ermetico, dal Fascismo grossolano e va alla ricerca di un approdo che possa giustificare il suo interesse per il popolo.

## Fondazione Fortunato Seminara
Dopo la morte di Fortunato Seminara l'amministrazione comunale di Maropati ha dato vita a una fondazione a lui intitolata, riconosciuta con D.M.3.12.93 pubblicato sulla Gazzetta Ufficiale n.38/94.

## Opere di Fortunato Seminara
- Le baracche, Cosenza, Luigi Pellegrini Editore, 2003 (a cura di Aldo Maria Morace).
- Il vento nell'oliveto, Torino, Einaudi, 1951 (traduzione francese: Le Vent dans l'oliveraie, a cura di Erik Pesenti Rossi, Paris, Les Belles Lettres, 2016).
- La masseria, Milano, Garzanti, 1952
- Donne di Napoli, Milano, Garzanti, 1953
- Disgrazia in casa Amato, Torino, Einaudi, 1954
- La fidanzata impiccata, Venezia, Sodalizio del libro, 1957.
- Il mio paese del sud, Caltanissetta, Sciascia, 1957.
- Il diario di Laura, Torino, Einaudi, 1963 (con Il vento nell'oliveto e Disgrazia in casa Amato).
- L'altro pianeta, Cosenza, Pellegrini, 1967.
- Quasi una favola, Reggio Calabria, Parallelo 38, 1976 (scritto nel 1953; traduzione francese Grégoire de Calabre, a cura di Ginette Herry, Belval, Circé, 1999).
- I sogni della provinciale, Oppido Mamertina, Barbaro, 1980.
- L'arca, Cosenza, Pellegrini, 1997 (a cura di Antonio Piromalli, finito nel 1971).
- La dittatura, Cosenza, Pellegrini, 2000 (a cura di Antonio Piromalli, scritto fra il 1973-1977).
- Il viaggio, Cosenza, Pellegrini, 2003 (a cura di Antonio Piromalli, scritto nel 1932-1933).
- Terra amara, Cosenza, Pellegrini, 2005 (a cura di Antonio Piromalli, finito nel 1960).
- Diari: 1939-1976, Cosenza, Pellegrini, 2009 (a cura di Erik Pesenti Rossi).
- La ribellione degli angeli, Cosenza, Pellegrini, 2014 (a cura di Tommaso Scappaticci).
- L'eredità dello zio / L'Héritage de l'oncle, Strasbourg, Presses Universitaires, 2019, commedia scritta tra il 1944-1951 (versione bilingue, a cura di Erik Pesenti Rossi).